# Езда в планините
„Езда в планините“ (на английски: Ride the High Country) е американски уестърн филм, излязъл по екраните през 1962 година, режисиран от Сам Пекинпа с участието на Рандолф Скот и Джоел Макрей в главните роли.  

## Сюжет
Внимание:  Текстът по-долу разкрива сюжета на произведението (или части от него)!
В първите години на 20-ти век, застаряващия бивш служител на закона Стив Джъд е нает от банка, да транспортира злато от миньорски лагер високо в планините до град Хорнитос, Калифорния. Шестима миньори наскоро са убити, опитвайки се да транспортират златото си по единствената пътека, водеща надолу от билото на Сиера Невада. В разцвета на силите си Джъд е бил твърд и уважаван служител на закона, но сега изтърканите му дрехи и отслабналите му очи напомнят, че отдавна е минал разцвета си. Джъд привлича своя стар приятел и партньор Гил Уестръм, за да пазят златния трансфер. Гил, който е изкарвал прехраната си, представяйки се за легендарен стрелец на име Орегон Кит, привлича помощта на младия си помощник Хек Лонгтрий.
Джъд, Гил и Хек тръгват по пътеката на кон към миньорския лагер, разположен в подножието на Сиера, северно от град Фресно. Джъд не осъзнава, че Гил и Хек планират да откраднат златото за себе си, за предпочитане с помощта на Джъд, но и без нея, ако е необходимо. По пътя спират за нощувка във фермата на Джошуа Кнудсен и дъщеря му Елза. Кнудсен е патриархален религиозен мъж, който мрази онези, които „търгуват злато“ и разменя библейски стихове с Джъд на масата докато вечерят. Същата нощ Елза и Хек се срещат тайно на лунна светлина за разговор, но Бащата на Елза ги хваща и я отдръпва. В къщата, той я увещава и й удря шамар; въпреки че тя среща Хек за първи път тази вечер: „Виждам, че момчето не е добро“ - реплика използвана при всичките запознанства на Елза досега с млади мъже. Елза отговаря: „Обещавам ти, че следващия път, когато ме удариш, ще съжаляваш за това!“
На следващата сутрин, след като тримата мъже са тръгнали по пътеката към миньорския лагер, Елза ги настига и пита дали може да им прави компания по пътя. Тя обявява, че също отива в миньорския лагер, за да се омъжи за миньор на име Били Хамънд. Преди това той й е предложил брак, когато е бил в града, въпреки че тогава тя не е приела предложението му. По пътя Елза и Хек флиртуват и по едно време той се опитва да й се наложи. Хек е спрян от Джъд и след това ударен от Джъд и Гил. По-късно той се извинява на Елза.
Когато стигат до миньорския лагер, двамата по-възрастни мъже разпъват палатка, за да претеглят и приемат златен прах в отделни торби, за които дават разписки за депозит и гарантират безопасен транспорт от банката.
Донесла сватбената рокля на майка си със себе си, Елза и Били се женят в публичния дом на лагера, единствената значителна сграда там, от истински пенсиониран съдия, който се намира в лагера. Мадам и проститутките служат като „шаферки“. След това Били принуждава Елза да отиде в стая в публичния дом за първата им брачна нощ, въпреки че тя категорично заявява: „Не, Били, не тук!“, той я удря, когато тя отказва да му се подчини. В нетрезво състояние и в несвяст, той не успява да попречи на братята си Елдър, Силвус, Джими и Хенри да влязат в стаята и да се опитат да я изнасилят.
Навън, чувайки виковете й, Джъд и Хек спасяват Елза от публичния дом и семейство Хамънд и я оставят да остане в палатката им за тази нощ.
На следващия ден миньорите от лагера организират „миньорски процес“ (без нужда от съдия), за да принудят външните лица да върнат Елза на нейния „законен“ съпруг; тъй като те са числено превъзхождани, бившият служител на закона Джъд се съгласява с исканията на миньорите, тъй като „това е законът на места като това“. Въпреки това, Гил събужда пияния съдия и изисква да види лиценза му (който всъщност е надлежно издаден в Сакраменто), след което го задържа. Той принуждава съдията с оръжие да се съгласи, че когато го попитат дали съдията има разрешение за брак, той трябва да каже: „Не!“. Гил взима лиценза му и по късно го унищожава.
Тази хитрост работи и на тримата мъже е позволено да напуснат лагера със златото и Елза.
По пътя Гил осъзнавайки, че Джъд никога няма да се съгласи с плана му да откраднат златото, Гил планира да вземе златото без негова помощ. През нощта, докато Гил и Хек се подготвят да си тръгнат със златото, Джъд се изправя срещу тях с оръжие. Хек, след като преди това е изразил промяна на мнението си на Гил, веднага се отказва от пистолета си. Ядосан от предателството на стария си приятел на Гил, Джъд прибира пистолета на Хек, след това удря шамар на Гил и го предизвиква на дуел. Вместо това Гил хвърля оръжията си и приема, че Джъд ще го предаде на закона, когато се върнат в града.
Джъд е принуден да промени плановете си, когато братята Хамънд се появяват, искайки да си върнат Елза. Те са разбрали за уловката и са научили, че лицензът на съдията може да бъде проверен в Сакраменто, което доказва законността на брака.
В последвалата престрелка двама от братята, Джими и Силвус са убити а Били, Елдър и Хенри се отказват и избягват.
През нощта Гил напуска лагера и се отправя обратно към мястото на престрелката, където взема изоставен кон и пистолет от единия от мъртвите братя. След това той следва Джъд, Хек и Елза по единствената следа. Междувременно Хек показа, че заслужава доверие и въпреки че най-вероятно ще отиде в затвора, Елза му казва, че ще го чака, когато излезе. Когато стигат до фермата на Елза, братята Хамънд ги чакат, те вече са убили бащата на Елза. Избухва престрелка и скоро Джъд и Хек са ранени. Гил идва да помогне на стария си приятел и двамата заедно обиждат и предизвикват братята на престрелка лице в лице на открито. След престрелката, тримата братя са мъртви, но Джъд е смъртоносно ранен. Той казва на стария си приятел: „Не искам да виждат това. Ще се справя сам.“ Гил обещава да се погрижи за всичко точно както би направил, Джъд казва: „По дяволите, знам това. Винаги си го правил. Просто си го забравил за известно време, това е всичко.“ Джъд хвърля поглед назад към планината и след това умира.

## В ролите
| Изпълнител              | Роля           |
| ----------------------- | -------------- |
| Рандолф Скот            | Гил Уестръм    |
| Джоел Макрей            | Стив Джъд      |
| Мариете Хартли          | Елза Кнудсен   |
| Рон Стар                | Хек Лонгтрий   |
| Едгар Бюканън           | съдия Толивър  |
| Робърт Голдън Армстронг | Джошуа Кнудсен |
| Джени Джаксън           | Кейт           |
| Джеймс Друри            | Били Хамънд    |
| Л. К. Джоунс            | Силвъс Хамънд  |
| Джон Андерсън           | Елдър Хамънд   |
| Джон Дейвис Чандлър     | Джими Хамънд   |
| Уорън Оутс              | Хенри Хамънд   |